# Ксерула
Ксе́рула (лат. Xerula) — род грибов семейства Физалакриевые (Physalacriaceae).
Синоним:
- Oudemansiella subg. Xerula (Maire) Singer, 1962

## Описание

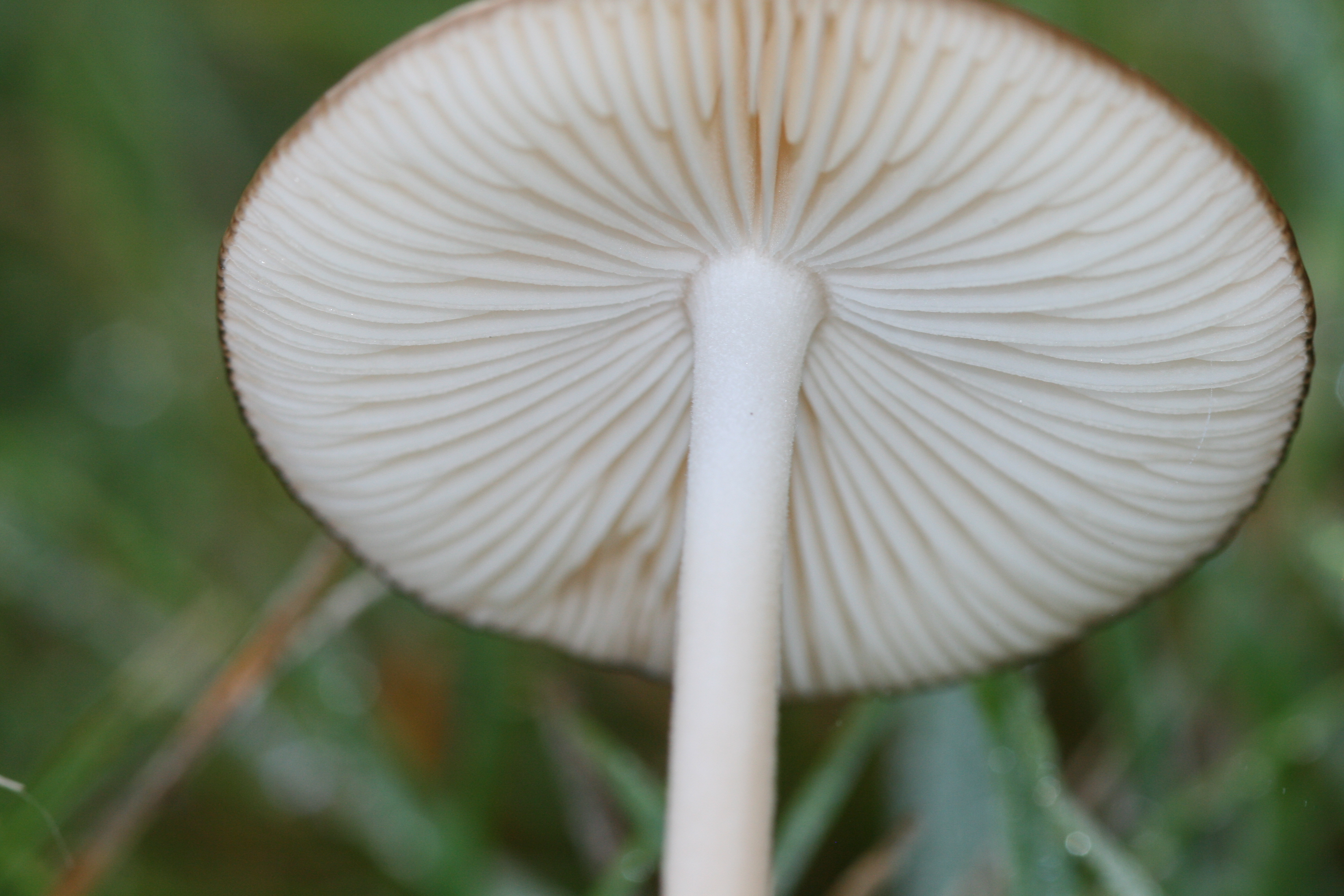
Гименофор Xerula australis

Плодовые тела шляпконожечные. Шляпка гладкая или волосистая, сухая или влажная, с приросшими, приросшими зубцом или нисходящими, довольно редкими пластинками беловатого цвета. Покрывало отсутствует. Споровый порошок белого цвета.
Споры гладкие или шиповатые, тонкостенные, гиалиновые, неамилоидные. Хейлоцистиды веретеновидной или булавовидной формы, плевроцистиды напоминают хейлоцистиды. Трама пластинок неправильная или почти правильная. Тип развития плодовых тел изокарпный, паравелангиокарпный, бивелангиокарпный, гемиангиокарпный или гимнокарпный.

## Список видов
- Xerula americana Dörfelt, 1981
- Xerula caussei Maire, 1937
- Xerula furfuracea (Peck) Redhead, Ginns & Shoemaker, 1987
- Xerula incognita Methven & R.H. Petersen, 1994
- Xerula kuehneri (Romagn.) Bas & Boekhout, 1985
- Xerula limonispora R.H. Petersen, 2005
- Xerula longipes (Quél.) Maire, 1933 — Ксерула длинноногая
- Xerula mediterranea (Pacioni & Lalli) Quadr. & Lunghini, 1990
- Xerula megalospora (Clem.) Redhead, Ginns & Shoemaker, 1987
- Xerula melanotricha Dörfelt, 1979 — Ксерула черноволосковая
- Xerula mundroola (Grgur.) R.H. Petersen, 2008
- Xerula pudens (Pers.) Singer, 1951 — Ксерула скромная
- Xerula radicata (Relhan) Dörfelt, 1975 — Ксерула корневая
- Xerula rubrobrunnescens Redhead, Ginns & Shoemaker, 1987
- Xerula rugosoceps (G.F. Atk.) Redhead, Ginns & Shoemaker, 1987
- Xerula setulosa (Murrill) R.H. Petersen & T.J. Baroni, 2007
- Xerula xeruloides (Bon) Dörfelt, 1980